# Umberto Menti
Umberto Menti (Vicenza, 6 aprile 1917 – Vicenza, 1º gennaio 2002) è stato un calciatore e allenatore di calcio italiano, di ruolo centrocampista.

## Caratteristiche tecniche

### Giocatore
Era un'ala sinistra.

## Carriera

### Giocatore
Fratello maggiore del più celebre Romeo, esordì nel L.R. Vicenza il 14 maggio 1933, a 16 anni, in Prima Divisione, diventando così il più giovane giocatore fino ad allora della squadra biancorossa, record poi battuto proprio dal fratello minore Romeo e che ancora resiste.
Dopo una decina di partite in Serie B, in seguito alla promozione in Serie A divenne titolare dal campionato 1934-1935, passando nel 1935 alla Juventus reduce da cinque scudetti consecutivi; a Torino ebbe l'onere di raccogliere la pesante eredità di Raimundo Orsi.
Dopo due stagioni in bianconero, tornò per un anno al Vicenza in Serie C, sfiorando la promozione fra i cadetti che furono secondi per cinque punti. In quella stagione giocò con il fratello Romeo: i fratelli Menti formarono così la coppia d'ali del Vicenza, forse la più forte coppia mai schierata in oltre 100 anni di storia. Segnarono 21 reti Romeo, capocannoniere della squadra, e 11 Umberto.
Fra il 1938 e il 1941 giocò con la maglia del Milan al fianco di Giuseppe Meazza ormai nella sua fase calante. Chiuse la sua carriera giocando con il Napoli e il Padova.

### Allenatore
Dopo il ritiro dall'attività agonistica fu per decenni figura di spicco nel calcio vicentino, ricoprendo numerosi incarichi tecnici, fra cui quello di secondo allenatore dal 1950 al 1971, guidando la squadra nel 1971-72 alla salvezza e tornando poi al ruolo di secondo allenatore e preparatore atletico. Fra i suoi successi si ricordano i due Tornei di Viareggio del 1954 e del 1955 con la Primavera del Vicenza.
Molto amato in tutto l'ambiente biancorosso, "el sior Berto", come veniva chiamato a Vicenza, morì nel 2002, pochi giorni dopo il centenario della squadra.